# Frontera entre Turkmenistán y Uzbekistán
La frontera entre Uzbekistán y Turkmenistán es el límite de 1.621 kilómetros de longitud, en sentido este-oeste, que separa el norte de Turkmenistán (provincias de Daşoguz y Lebap) del sur de Uzbekistán (provincias de Karakalpakia, Bujará, Corasmia, Surjandarín y Kashkadar). Sigue el curso del río Amu Daria y la meseta de Ustyurt. Hay tres pasos abiertos: entre Bujará y Türkmenabat, entre Jiva y Daşoguz, y entre Nukus (Hojeli) y Kunya-Urgench.

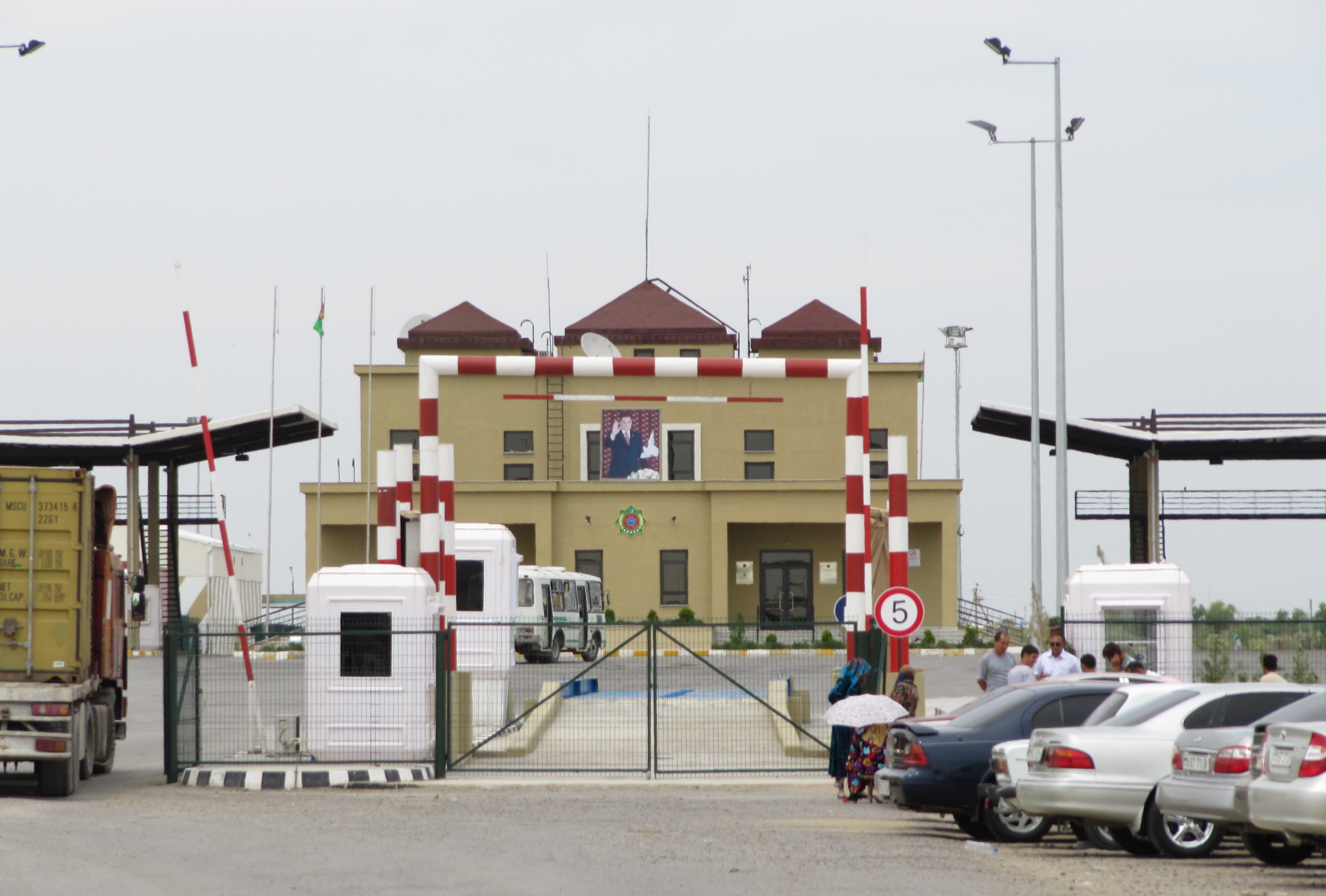
Puesto fronterizo de Farab.

Actualmente hay un muro de alambre de púas erigido por Turkmenistán. El 30 de marzo de 2001 el presidente de Turkmenistán Saparmurat Niyazov ordenó a su gobierno la construcción de una valla fronteriza de unos 1.700 kilómetros en las fronteras con Uzbekistán y Kazajistán con el fin de prevenir el contrabando y la inmigración ilegal.
Turkmenistán y Uzbekistán tuvieron varios problemas en cuanto a su frontera recíproca hasta 2004, cuando el Ministerio de Relaciones Exteriores de Turkmenistán emitió una declaración el 31 de mayo de ese año afirmando que se habían resuelto las disputas.